# Монтеу да По
Монтѐу да По̀ (на италиански: Monteu da Po; на пиемонтски: Montèu, Монтеу) е село и община в Метрополен град Торино, регион Пиемонт, Северна Италия. Разположено е на 177 m надморска височина. Към 1 януари 2020 г. населението на общината е 840 души, от които 89 са чужди граждани.